# 荷蘭式山牆

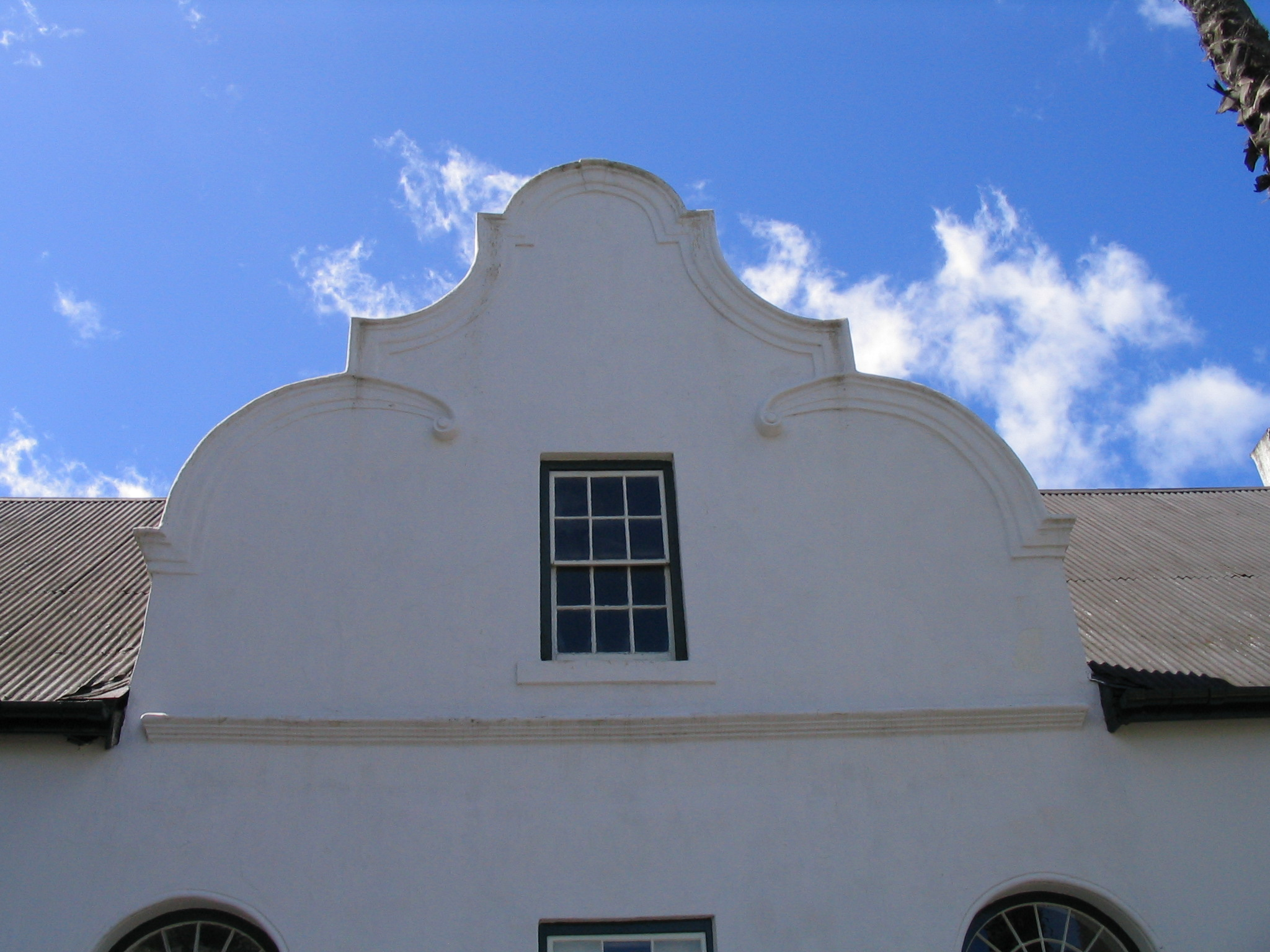

荷蘭式山牆是山牆的一種風格，由一條或多條曲線加上三角楣飾所組成，是文藝復興建築的顯著特徵，從低地國家傳播至北歐，並在十六世紀的後半葉傳入英國。
在香港，在一些十九世紀末、二十世紀初建成的公共建築，如聖保羅堂、舊大埔警署、堅巷舊病理學院、前馬頭角牲畜檢疫站等，可以找到這種建築構件。